# Syvota

Sonnenuntergang im Hafen von Syvota

Syvota (griechisch Σύβοτα (n. pl.), früher Mourtos oder Volia, albanisch Vola) ist ein Gemeindebezirk mit 2640 Einwohnern in der Gemeinde Igoumenitsa an der westlichen Küste Griechenlands. Er liegt auf dem Festland in der Region Epirus und ist Namensgeber des gleichnamigen Gemeindebezirks.
Weitere Dörfer im Gemeindebezirk sind Faskomilia, Polyneri, Skorpiona, Argyrotopos und Vryssi.
Die nächste größere Stadt ist 24 km nördlich Igoumenitsa 12 km nördlich liegt der Ort Plataria.

## Geschichte
Erstmals erwähnt wurde Syvota 433 v. Chr., als vor den Inseln eine Seeschlacht zwischen den Korinthern und den Korfioten stattgefunden hat.
Unter dem Namen Volia oder Mourtos (Βώλια ή Μούρτος) erhielt der Ort 1919 die Anerkennung als Landgemeinde (kinotita). 1927 wurde er in Mourtos, 1940 schließlich in Syvota umbenannt. 1944 wurden alle muslimischen Çamen aus dem Ort vertrieben oder ermordet, die orthodoxen wurden zur Assimilation gezwungen. 1997 erfolgte mit der Eingemeindung einiger umliegender Orte die Hochstufung zur Stadtgemeinde (dimos). 2010 wurde Syvota nach Igoumenitsa eingemeindet, wo es seither einen Gemeindebezirk bildet.